# Giro di Svizzera 1969
Il Giro di Svizzera 1969, trentatreesima edizione della corsa, si svolse dal 12 al 20 giugno 1969 per un percorso di 1 501km, con partenza da Zurigo e arrivo a Zurzach. Il corridore italiano Vittorio Adorni si aggiudicò la corsa concludendo in 40h30'21".
Degli 88 ciclisti alla partenza arrivarono al traguardo in 72, mentre 16 si ritirarono.

## Tappe
| Tappa  | Data      | Percorso                               | km    | Vincitore di tappa  | Leader cl. generale |
| ------ | --------- | -------------------------------------- | ----- | ------------------- | ------------------- |
| 1ª     | 12 giugno | Zurigo > Brugg                         | 180   | Luciano Armani      | Luciano Armani      |
| 2ª     | 13 giugno | Brugg > Binningen                      | 193   | Ambrogio Portalupi  | Ambrogio Portalupi  |
| 3ª     | 14 giugno | Binningen > Soletta                    | 64    | Walter Godefroot    | Ambrogio Portalupi  |
| 4ª     | 14 giugno | Soletta > Balmberg (cron. individuale) | 12    | Herman Van Springel | Herman Van Springel |
| 5ª     | 15 giugno | Soletta > Gstaad                       | 172,5 | Enrico Paolini      | Herman Van Springel |
| 6ª     | 16 giugno | Gstaad > Crans-Montana                 | 145   | Vittorio Adorni     | Vittorio Adorni     |
| 7ª     | 17 giugno | Crans-Montana > Lugano                 | 225   | Herman Van Springel | Vittorio Adorni     |
| 8ª     | 18 giugno | Lugano > Davos-Jakobshorn              | 196,5 | Mariano Díaz        | Vittorio Adorni     |
| 9ª     | 19 giugno | Davos-Jakobshorn > Wohlen              | 174,5 | Julien Stevens      | Vittorio Adorni     |
| 10ª    | 20 giugno | Wohlen > Zurzach                       | 87,5  | Herman Van Springel | Vittorio Adorni     |
| 11ª    | 20 giugno | Zurzach > Zurzach (cron. individuale)  | 44    | Vittorio Adorni     | Vittorio Adorni     |
| Totale | Totale    | Totale                                 | 1501  |                     |                     |

## Dettagli delle tappe

### 1ª tappa
- 12 giugno: Zurigo > Brugg – 180 km

Risultati
| Pos. | Corridore           | Squadra | Tempo    |
| ---- | ------------------- | ------- | -------- |
| 1    | Luciano Armani      | Scic    | 4h23'00" |
| 2    | Lucien Aimar        | Bic     | s.t.     |
| 3    | Herman Van Springel | Mann    | s.t.     |

### 2ª tappa
- 13 giugno: Brugg > Binningen – 193 km

Risultati
| Pos. | Corridore             | Squadra | Tempo    |
| ---- | --------------------- | ------- | -------- |
| 1    | Ambrogio Portalupi    | Scic    | 5h05'57" |
| 2    | Daniel Van Rijckeghem | Mann    | a 47"    |
| 3    | Jan Janssen           | Bic     | s.t.     |

### 3ª tappa
- 14 giugno: Binningen > Soletta – 64 km

Risultati
| Pos. | Corridore        | Squadra  | Tempo    |
| ---- | ---------------- | -------- | -------- |
| 1    | Walter Godefroot | Flandria | 1h35'01" |
| 2    | Adelio Re        | Faema    | s.t.     |
| 3    | Pierre Gautier   | Bic      | a 4"     |

### 4ª tappa
- 14 giugno: Soletta > Balmberg – Cronometro individuale – 12 km

Risultati
| Pos. | Corridore           | Squadra | Tempo  |
| ---- | ------------------- | ------- | ------ |
| 1    | Herman Van Springel | Mann    | 28'17" |
| 2    | Paul Gutty          | Tigra   | a 21"  |
| 3    | Willy Van Neste     | Mann    | a 45"  |

### 5ª tappa
- 15 giugno: Soletta > Gstaad – 172,5 km

Risultati
| Pos. | Corridore           | Squadra | Tempo    |
| ---- | ------------------- | ------- | -------- |
| 1    | Enrico Paolini      | Scic    | 4h45'49" |
| 2    | Attilio Benfatto    | Scic    | a 2'17"  |
| 3    | Herman Van Springel | Mann    | a 2'20"  |

### 6ª tappa
- 16 giugno: Gstaad > Crans-Montana – 145 km

Risultati
| Pos. | Corridore        | Squadra | Tempo    |
| ---- | ---------------- | ------- | -------- |
| 1    | Vittorio Adorni  | Scic    | 3h41'14" |
| 2    | Aurelio González | KAS     | a 1'04"  |
| 3    | Dieter Puschel   | Zimba   | a 3'03"  |

### 7ª tappa
- 17 giugno: Crans-Montana > Lugano – 225 km

Risultati
| Pos. | Corridore           | Squadra  | Tempo    |
| ---- | ------------------- | -------- | -------- |
| 1    | Herman Van Springel | Mann     | 6h40'58" |
| 2    | Jan Janssen         | Bic      | a 7"     |
| 3    | Wilfried David      | Flandria | a 9"     |

### 8ª tappa
- 18 giugno: Lugano > Davos-Jakobshorn – 196,5 km

Risultati
| Pos. | Corridore        | Squadra | Tempo    |
| ---- | ---------------- | ------- | -------- |
| 1    | Mariano Díaz     | Fagor   | 6h15'49" |
| 2    | Vittorio Adorni  | Scic    | a 2'45"  |
| 3    | Aurelio González | KAS     | s.t.     |

### 9ª tappa
- 19 giugno: Davos-Jakobshorn > Wohlen – 174,5 km

Risultati
| Pos. | Corridore      | Squadra | Tempo    |
| ---- | -------------- | ------- | -------- |
| 1    | Julien Stevens | Faema   | 4h03'04" |
| 2    | Jiří Daler     | Tigra   | a 29"    |
| 3    | Frans Mintjens | Faema   | s.t.     |

### 10ª tappa
- 20 giugno: Wohlen > Zurzach – 87,5 km

Risultati
| Pos. | Corridore           | Squadra  | Tempo    |
| ---- | ------------------- | -------- | -------- |
| 1    | Herman Van Springel | Mann     | 2h18'03" |
| 2    | Ronald de Witte     | Mann     | s.t.     |
| 3    | Wilfried David      | Flandria | s.t.     |

### 11ª tappa
- 20 giugno: Zurzach > Zurzach – Cronometro individuale – 44 km

Risultati
| Pos. | Corridore           | Squadra | Tempo    |
| ---- | ------------------- | ------- | -------- |
| 1    | Vittorio Adorni     | Scic    | 1h03'32" |
| 2    | Herman Van Springel | Mann    | a 1'04"  |
| 3    | Bernard Vifian      | Tigra   | a 1'42"  |

## Classifiche finali

### Classifica generale
| Pos. | Corridore           | Squadra  | Tempo     |
| ---- | ------------------- | -------- | --------- |
| 1    | Vittorio Adorni     | Scic     | 40h30'21" |
| 2    | Aurelio González    | KAS      | a 3'48"   |
| 3    | Bernard Vifian      | Tigra    | a 9'35"   |
| 4    | Wilfried David      | Flandria | a 10'03"  |
| 5    | Joaquim Galera      | Fagor    | a 10'56"  |
| 6    | Louis Pfenninger    | Zimba    | a 11'09"  |
| 7    | Dieter Puschel      | Zimba    | a 11'10"  |
| 8    | Herman Van Springel | Mann     | a 11'51"  |
| 9    | Willy Van Neste     | Mann     | a 12'05"  |
| 10   | Jan Janssen         | Bic      | a 12'08"  |

### Classifica scalatori
| Pos. | Corridore        | Squadra | Punti |
| ---- | ---------------- | ------- | ----- |
| 1    | Aurelio González | KAS     | 49    |
| 2    | Mariano Díaz     | Fagor   | 36    |
| 3    | Paul Gutty       | Tigra   | 34    |
| 4    | Enrico Paolini   | Scic    | 30    |
| 5    | Luis Balague     | Bic     | 23    |

### Classifica a punti
| Pos. | Corridore           | Squadra | Punti |
| ---- | ------------------- | ------- | ----- |
| 1    | Jan Janssen         | Bic     | 204   |
| 2    | Herman Van Springel | Mann    | 164   |
| 3    | Lucien Aimar        | Bic     | 142   |
| 4    | Aurelio González    | KAS     | 140   |
| 5    | Vittorio Adorni     | Scic    | 130   |

### Classifica squadre
| Pos. | Squadra      | Tempo      |
| ---- | ------------ | ---------- |
| 1    | KAS-Kaskol   | 117h13'32" |
| 2    | Scic         | a 2'01"    |
| 3    | Fagor        | a 7'01"    |
| 4    | Tigra        | a 9'31"    |
| 5    | Mann-Grundig | a 20'58"   |